# قناة ليبيا الرياضية
قناة ليبيا الرياضية تابعة لشبكة راديو وتلفزيون ليبيا بدأ البث عام 2004 بأمر من محمد معمر القذافي وتقوم بنقل البطولات اليبية لكرة القدم والسلة والطائرة وفي بعض الأحيان تقوم بنقل مباريات الفرق الكبرى من الدوريات الخمسة الكبرى والأدوار الإقصائية من دوري ابطال أوروبا والدوري الأوروبي احيانا وقت التحرير 14/1/2021 
وأصبحت تابعة الأن الى شبكة راديو وتلفزيون  ليبيا الوطنية و وزارة الرياضة بحكومة الوحدة الوطنية  
وفي 2020 تم إطلاق القناة الثانية بدقة HD في عام 2020 من ثم تحولت القناة الأولى أيضاً بدقة HD   
وبحلول الدوري الليبي الممتاز ( نسخة 2024/2025 ) تحسنت صورة النقل بالكاميرات كونها الجهة المنتجة للمباريات وبثها حصرياً وتحولت بالكامل إلى HD   

## قناة ليبيا الرياضية
هي إحدى القنوات التابعة لباقة قنوات شبكة راديو وتلفزيون ليبيا. افتتحت قبل 6 سنوات في سنة 2004 أمر بتأسيسها الدكتور محمد معمر القذافي،
 قناة ليبيا الرياضية هي قناة رياضية ليبية، تقوم بنقل المنافسات الرياضية الليبية أهم هذه البطولات: 
دوري الدرجة الأولى الليبي لكرة القدم.
كأس الفاتح الليبي لكرة القدم.
كأس الاتحاد العام الليبي لكرة القدم.
تصفيات الصعود من دوري الدرجة الثانية الليبي لكرة القدم إلى دوري الدرجة الأولى لكرة القدم.
دوري الدرجة الأولى الليبي لكرة الطائرة.
كأس الفاتح لكرة الطائرة.
بطولة سلطة الشعب الليبي لكرة الطائرة.
الدوري الليبي لكرة اليد.
كأس الفاتح الليبي لكرة اليد.
الدوري الليبي الممتاز لكرة السلة.
كأس الفاتح لكرة السلة.
بطولة سلطة الشعب الليبي لكرة القدم.
مشاركات الأندية الليبية في البطولات الأفريقية في كافة الألعاب.
مشاركات المنتخبات الوطنية الليبية في كل المنافسات القارية والعربية والدولية وفي كافة الألعاب.

## برامج القناة
من البرامج التي تقوم بتقديمها القناة:
- الكورة والناس - من الملاعب - وهو استوديو تحليلي قبل انطلاق مباريات الدوري الليبي لكرة القدم - الدرجة الأولى.
- 90 دقيقة برنامج تحليلي لجميع مباريات دوري كرة القدم الليبي - الدرجة الأولى.
- رياضة نت - أول برنامج عربي يهتم بما يطرح من مواضيع رياضية داخل منتديات كووورة ليبية.

و العديد من البرامج المنوعة الأخرى التي تهتم بالرياضة في ليبيا بشكل عام.
ترددات بث القناة على القمرين عرب سات ونايل سات:
1. قناة ليبيا الرياضية 1 قمر نايل سات 101/102 :- تردد: 11766 - استقطاب: أفقي - معدل الترميز: 27500 - معدل تصحيح الخطا 4/3 - التشفير: مفتوح القمر يستقبل

على تردد 7 درجات غربا. 1
قناة ليبيا الرياضية 2 نايل سات : 
التردد : 12303 
الاستقطاب : افقي 
معدل الترميز: 27500
معدل التصحيح : تلقائي 
التشفير : مفتوح
1. قمر عرب سات 2/2/3A - تردد: 11721 - استقطاب: عمودي - معدل الترميز: 27500 - معدل تصحيح الخطأ 4/3 - التشفير: مفتوح القمر يستقبل على تردد 26 درجة شرقا. 2

القمر الأوروبي هوت بيرد تردد 11317 - عمودي 
أبرز المعلقين:
- أنور السليماني
- أيوب عبد السلام
- محمد أبو راوي
- حسن ارحومة
- فراس الكلباش
- مختار الممدود
- هيثم العماري
- موقع قناة ليبيا الرياضية

منتدى ليبيا الرياضية